# Jardín Botánico de Münster
El Jardín Botánico de Münster, en alemán : Botanischer Garten Münster es un jardín botánico de 4.6 hectáreas administrado por la Universidad de Münster (Westfälische Wilhelms-Universität Münster). Su código de reconocimiento internacional como institución botánica así como de su herbario es MSTR. 

## Localización
Se encuentra justo detrás del castillo del príncipe obispo, dentro de los terrenos del castillo.
Botanisches Institut und Botanischer Garten
der Westfalischen Wilhelms Universität, Schlossgarten 3, D-48149, 
Münster 48149, Nordrhein-Westfalen, Deutschland-Alemania.51°57′49.32″N 7°36′38″E / 51.9637000, 7.61056
Se encuentra abierto todos los días y la entrada es gratuita.

## Historia

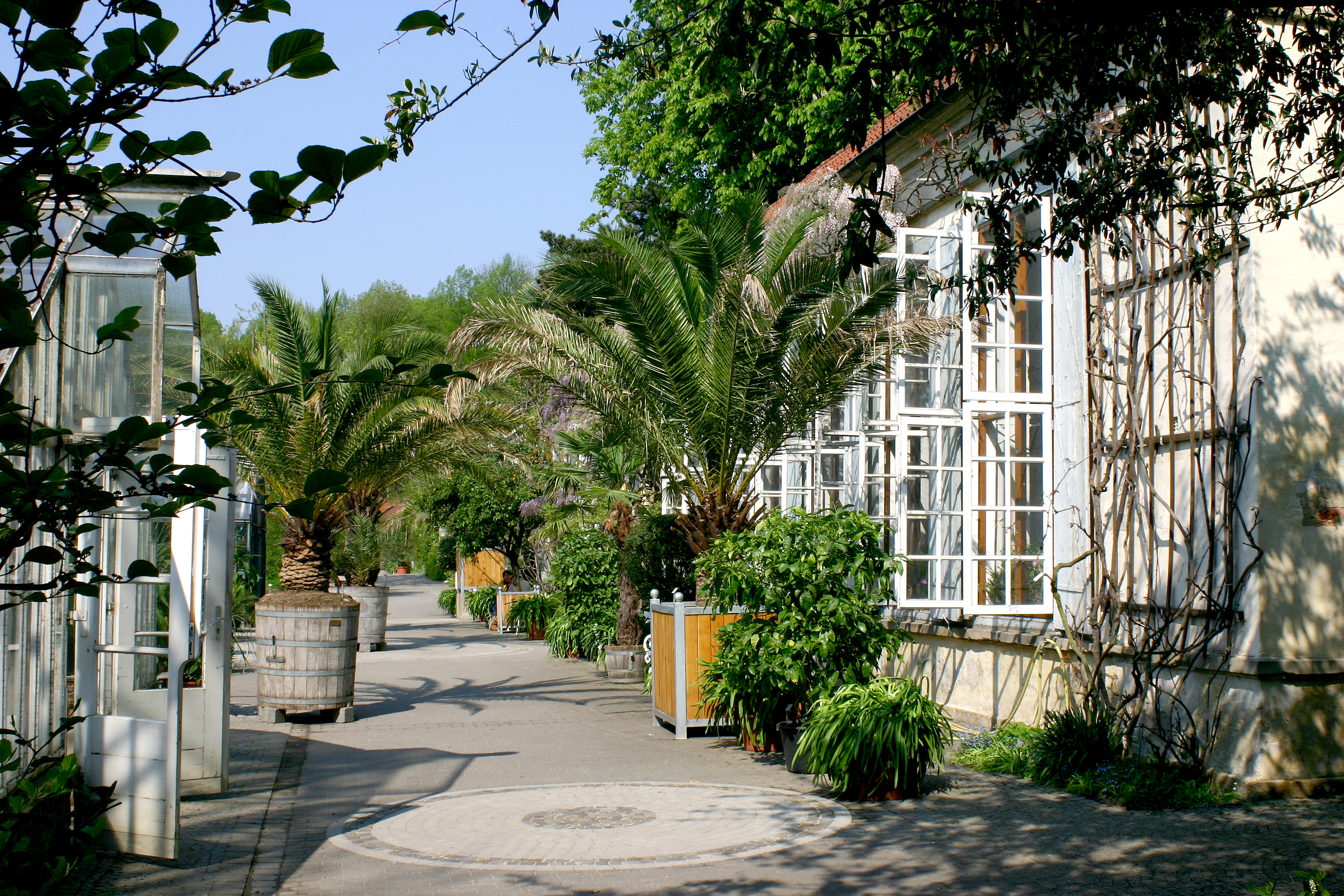
Orangerie.

El jardín fue comenzado en 1803 por Freiherr vom Stein para la facultad de medicina de la universidad, con el primero de los invernaderos construido en 1804. Entre 1806 y 1815, durante la ocupación de Westfalia por las tropas francesas y el congreso de Viena, su énfasis cambió de las plantas medicinales a unas primeras colecciones de plantas indígenas. Su primer catálogo de semillas fue publicado en 1827, y su orangerie fue construida en 1840.
El conocido botánico Carl Correns (1864-1933) dirigió el jardín de 1909 a 1915, con el primer invernadero tropical construido en 1935. El jardín fue dañado seriamente durante Segunda Guerra Mundial, con todos sus invernaderos destruidos. Sin embargo antes de 1952, el jardín fue restaurado parcialmente y cinco de los invernaderos habían sido reconstruidos. Un arroyo artificial, prado, y pantano fueron creados durante la década de 1990, y en el 2005 fue agregado un nuevo jardín de plantas medicinales.

## Colecciones
Actualmente el jardín contiene unas 8.000 especies, incluyendo una colección importante de Pelargonium en la que se incluyen 230 de las 280 especies conocidas. Además de diez invernaderos (superficie total de unos 2.000 m²), las secciones importantes del jardín son como sigue:

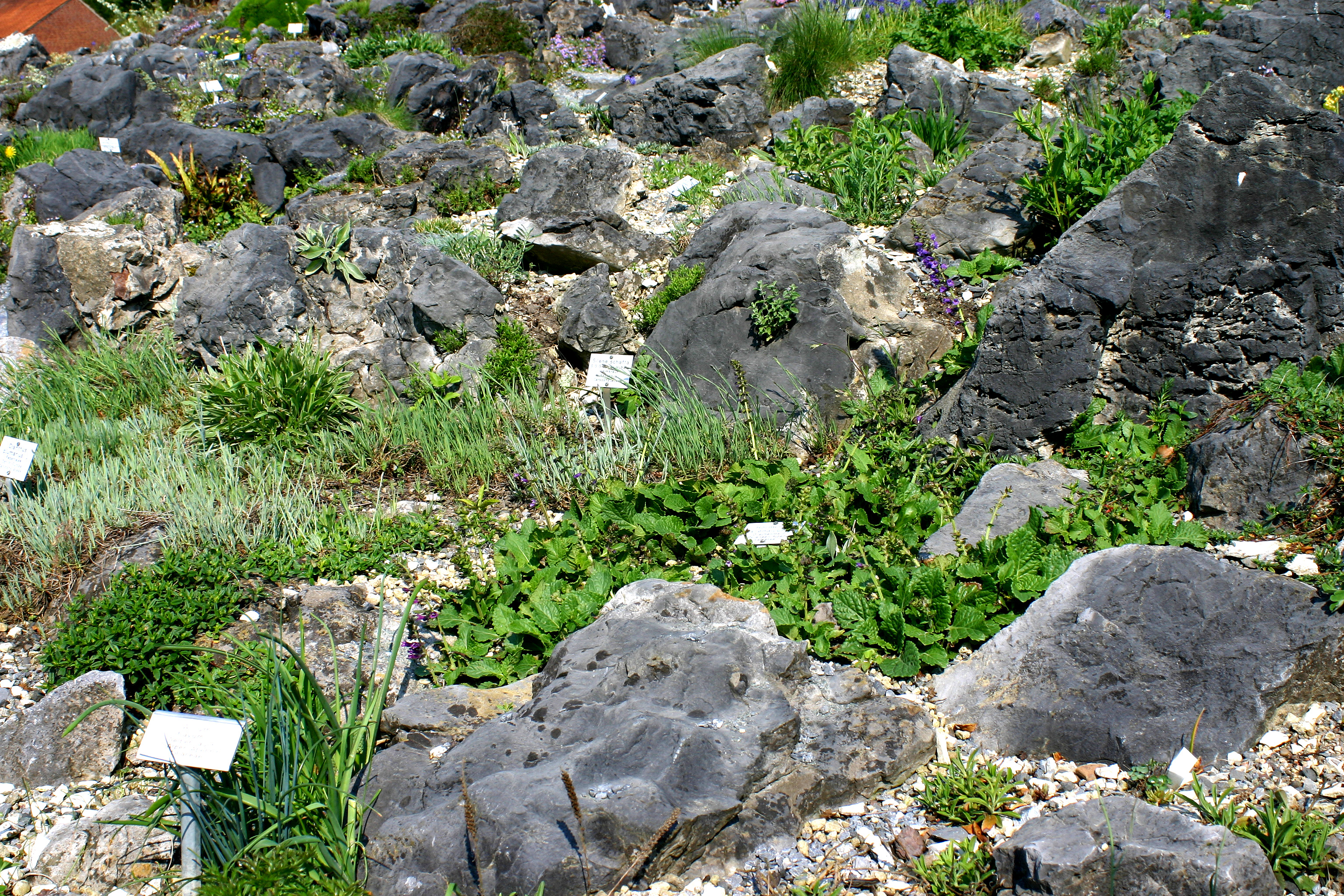
Alpinum del Botanischer Garten Münster.

- Alpinum con colecciones de plantas de los Alpes y de los Pirineos
- Arboreto, con colecciones de abedules y robles diseñados como un bosque con Tilia y hayas
- Colecciones de plantas de Australia y de Nueva Zelanda
- Huerto de la década de 1900, donde se cultivan verduras y hierbas
- Plantas de la región del Mediterráneo, que se guardan en la orangerie en los meses más fríos del año
- Colecciones de Pantanos y brezales
- Jardín sistemático y de plantas de semilla.
- Invernadero Tropical
- Casa de las Victoria, albergando Victoria regia

El jardín contiene una buena selección de especímenes raros y maduros de árboles en su arboreto, incluyendo unos especímenes de naranjos de 200 años de edad.